# Stephen Muchoki
Stephen (”Steve”) Muchoki, født 23. december 1956 i Kenya, er en tidligere fluevægtsbokser, der i dele af sin professionelle karriere havde base i Danmark. 

## Amatørkarriere
Stephen Muchoki var en særdeles succesrig amatørbokser. Allerede som 17-årig vandt han i 1974 Commonwealth Games (de britiske imperiemesterskaber) i let-fluevægt, og senere samme år deltog han i VM for amatører, hvor han vandt sølv efter at have tabt til cubaeren Jorge Hernandéz i finalen. Han repræsenterede Kenya ved Sommer-OL 1976, men som følge af de afrikanske landes boykot af legene stillede Muchoki ikke op. 
I 1978 stillede Muchoki igen op i let-fluevægt ved Commonwealth Games, hvor han genvandt titlen. Senere samme år stillede han igen op til amatør-VM, hvor han nåede frem til finalen i let-fluevægt, der blev en gentagelse af finalen fra 1974, idet modstanderen igen var cubaneren Jorge Hernandéz, der i mellemtiden havde vundet OL-guld i 1976. Muchoki fik revanche for et af sine sjældne nederlag , da han besejrede Hernandéz, og vandt VM-titlen.
Muchoki opnåede som amatør 197 sejre og kun 3 nederlag. 
Han opnåede kontakt til Mogens Palle, der på daværende tidspunkt havde haft succes med de afrikanske boksere Ayub Kalule og Mustapha Wasajja, og opgav herefter amatørkarrieren for at blive professionel bokser med base i Danmark. 

## Professionel karriere
Stephen Muchoki debuterede som professionel ved et stævne i KB Hallen den 11. oktober 1979, da han pointbesejrede italieneren Filippo Belvedere. Efter en håndfuld sejre, der blandt andet inkluderede EM-udfordreren Manuel Carrasco, blev Muchoki den 17. oktober 1980 matchet mod nigerianeren Ray Amoo i en match om det britiske imperiemesterskab i fluevægt. Muchoki var klasser over Amoo, der boksede sin blot femte kamp i karrieren, og Muchoki vandt en af sine sjældne sejre før tid, da han kamplederen stoppede kampen i 12. omgang. 
På trods af sine åbenlyse talenter i bokseringen faldt Muchoki aldrig rigtig til i Danmark, og han blev ikke en publikummagnet, som sine afrikanske kolleger Kalule og Wasajja. I 1981 boksede Muchoki kun en enkelt kamp, da han i København besejrede den aldrende tidligere spanske mester Mariano Garcia. Det lykkedes på trods heraf Mogens Palle at få arrangeret en kamp mod den argentinske WBA-verdensmester i fluevægt, Santos Benigno Laciar, der med 64 kampe var en særdeles rutineret bokser i forhold til Muchokis 10 kampe. Kampen blev afviklet den 5. november 1982 i KB Hallen samme aften, hvor Hans Henrik Palm tabte sit europamesterskab til waliseren Colin Jones. Muchokis manglende rutine og argentinerens determination gjorde udslaget, da Muchoki blev stoppet i 13. omgang af VM-kampen. 
VM-kampen blev den sidste kamp Muchoki boksede på dansk grund. I sin næste kamp nogle måneder efter satte Muchoki sit imperiemesterskab på spil i London mod den ubesejrede englænder Keith Wallace, og blev stoppet i 9. omgang. Muchoki flyttede herefter basen til Afrika, hvor han i Nairobi i 1983 vandt det afrikanske mesterskab i fluevægt. 
Muchoki var ikke særskilt aktiv og boksede i 1984 og 1985 kun tre kampe. I 1986 tabte Muchoki sit afrikanske mesterskab, og et forsøg i 1988 på at vinde det øst- og centralafrikanske mesterskab endte i fiasko. 
Stephen Muchoki opnåede i alt 19 kampe i en karriere, der spændte over 9 år. Muchoki vandt de 14 (3 før tid), tabte 4 (3 før tid) og fik uafgjort en enkelt gang. 